# بنتن (میسیسیپی)
بنتن (به انگلیسی: Benton) یک منطقهٔ مسکونی در ایالات متحده آمریکا است که در شهرستان یازو، میسیسیپی واقع شده‌است. بنتن ۱۰۴ متر بالاتر از سطح دریا واقع شده‌است.